# فاتح حربیه
فاتح حربیه (به ترکی استانبولی: Fatih Harbiye) یک سریال تلویزیونی ترکی است که از اوت ۲۰۱۳ تا دسامبر ۲۰۱۴ پخش شد.

## خلاصه داستان
نریمان (نسلیهان آتاگول) یک دختر ساده و البته تحصیل کرده‌است که در یک محله فقیرنشین و پایین شهر در ترکیه زندگی می‌کند . او از بچگی با پسری که در محله آن‌ها بوده به نام شناسی که یک نوازنده و موسیقیدان است دوست است و شناسی به دنبال این است که با نریمان ازدواج کند ولی نریمان رؤیای این را دارد که از زندگی در این محله فقیرنشین دور شود . او مادرش مرده و با پدر و عمه اش زندگی می‌کند و یک دایی و زن دایی و دو دختر دایی به نام های پلین و دویگو دارد که چون پدرش با دایی اش اختلاف دارند این دو خانواده با هم ارتباط ندارند . در سوی دیگر داستان ماجد (کادیر دوغلو) در یک خانواده ثروتمند که نام پدر او کریم تاجر است و در محله بالای شهر زندگی می‌کند است. پدر او می‌خواهد برای ماجد دختری به نام پلین که پدرش با او شریک است را برای ماجد برای ازدواج بگیرد که ماجد چون عاشق پلین نیست و فقط از بچگی با او همبازی بوده زیاد به او برای ازدواج علاقه ای نشان نمی‌دهد . روزی اتفاقی پلین که دختر دایی نریمان هم است او را به پارتی ماجد دعوت می‌کند و وقتی نریمان بدون اجازه شناسی به این جشن می‌رود اتفاقات خاصی می‌افتد ماجد با یک نگاه عاشق نریمان می‌شود و نریمان نمی‌داند چطور بین شناسی هم محلی خود و ماجد ثروتمند که هر دو عاشق او هستند یکی را انتخاب کند، چطور به دنبال رویاهای خود برود و هنوز نمی‌داند واقعاً عاشق کدام شده‌است.
سریال برگرفته از رمانی به همین نام، نوشته پامی صفا است.
فاتح و حربیه دو محله در استانبول هستد و اسم سریال فاتح حربیه (از فاتح تا حربیه) است.

## بازیگران
| بازیگر                | کاراکتر        | اپیزود                            |
| --------------------- | -------------- | --------------------------------- |
| Kadir Doğulu          | Macit Arcaoğlu | 1–50                              |
| Neslihan Atagül       | Neriman Sölmaz | 1–50                              |
| Yunus Emre Yildirimer | Şinasi         | 1–50                              |
| Dilara Oztunç         | Pelin Demirhan | 1–50                              |
| Seda Turkmen          | Fahriye        | 1–50                              |
| Itir Esen             | Inci Arcaoğlu  | 1–50                              |
| Gökçe Akyıldız        | Aslı           | 1–50                              |
| Pinar Dikici          | Şahika         | 3–50                              |
| Sevinç Sırma          | Nezahat        | 1–50 Ahmad Harhash Karim Yorukhan |
| Firat Topkorur        | Cihan          | 1–50                              |
| Başak Parlak          | Rüya           | 10–40                             |
| Ebru Sam              | Özlem          | 1–9                               |
| Oktay Korunan         | Faiz Sölmaz    | 1–50                              |
| Özhan Carda           | Kerim Arcaoğlu | 1–48                              |

| Seher Terzi        | Kader      | 1–40+ |
| Uğur Demirpehlivan | Gülter     | 1–50  |
| Olcay Yusufoğlu    | Duygu      | 1–50  |
| Ateş Fatih Uçan    | Asım       | 27–50 |
| Özgürcan Çevik     | Onur       | 1–10  |
| Emre Yılmaz        | Özgür      | 20–50 |
| Şadi Aymutlu       | İsmail     | 1–40+ |
| Yusuf Baymaz       | Emre       | 1–40+ |
| Kahraman Sivri     | Cemal Usta | 1–50  |

| Murat Göksu      | Nadir          | 41–50  |
| Serkan Şenalp    | Bora           | 41–50  |
| Barış Hacıhan    | Aras           | 41–50  |
| Ergün Demir      | Erdinç         | 38–40+ |
| Gamze Süner Atay | Feyza Demirhan | 1–50   |
| Mehmet Uslu      | Selim Demirhan | 1–50   |
| Süeda Çil        | Zehra          | 1–50   |

## پخش بین المللی
| کشور          | شبکه                  | عنوان محلی             | پخش سریال         | زمان پخش | اپیزود |
| ------------- | --------------------- | ---------------------- | ----------------- | -------- | ------ |
| سومالی        | Horn Cable Television | Rabitaanka Naftayda    | 25 July 2017      | 21:00    | 175    |
| کرواسی        | Nova TV               | Pitanje časti          | 13 June 2016      |          |        |
| بلغارستان     | Diema Family          | Двете лица на Истанбул | 24 June 2015      |          | 126    |
| رومانی        | Kanal D               | Un destin la răscruce  | 24 August 2015    | 20:00    |        |
| مقدونیه شمالی | Alfa TV               | Рането срце            | 23 September 2015 |          |        |
| آلبانی        | Vision Plus           |                        | 15 May 2019       |          |        |